# Ruta Nacional 126 (Argentina)

Mapa del recorrido de la vieja Ruta Nacional 126.

La Ruta Nacional 126 era el nombre que tenía antes de 1980 el camino de 477 km que une las ciudades de Paraná, capital de la Provincia de Entre Ríos y Paso de los Libres, importante ciudad del sudeste de la Provincia de Corrientes en Argentina.

## Cambios de nombre de sus tramos
Mediante el Decreto Nacional 1595 del año 1979 este camino cambió de nombre de la siguiente manera:
- El tramo de esta ruta entre Paraná y el caserío Guayquiraró (a 2 km al norte del límite entre Entre Ríos y Corrientes) pasó a la Ruta Nacional 12.
- Entre Guayquiraró y el empalme con la (por entonces) Ruta Nacional 127 (actual Ruta Nacional 14) en las cercanías de Bonpland pasó a jurisdicción provincial, cambiando su denominación a Ruta Provincial 126.
- Entre Bonpland y el empalme con la antigua Ruta Nacional 129 (actual Ruta Nacional 14) es actualmente la Ruta Nacional 14.
- Entre dicho empalme y el río Uruguay es actualmente la Ruta Nacional 117.

El trazado de esta ruta es en sentido sudsudoeste - nornoreste en la provincia de Entre Ríos y oeste - este en la provincia de Corrientes.

## Localidades
Las ciudades y pueblos por los que pasa esta ruta son los siguientes (los pueblos con menos de 5.000 habitantes figuran en itálica).

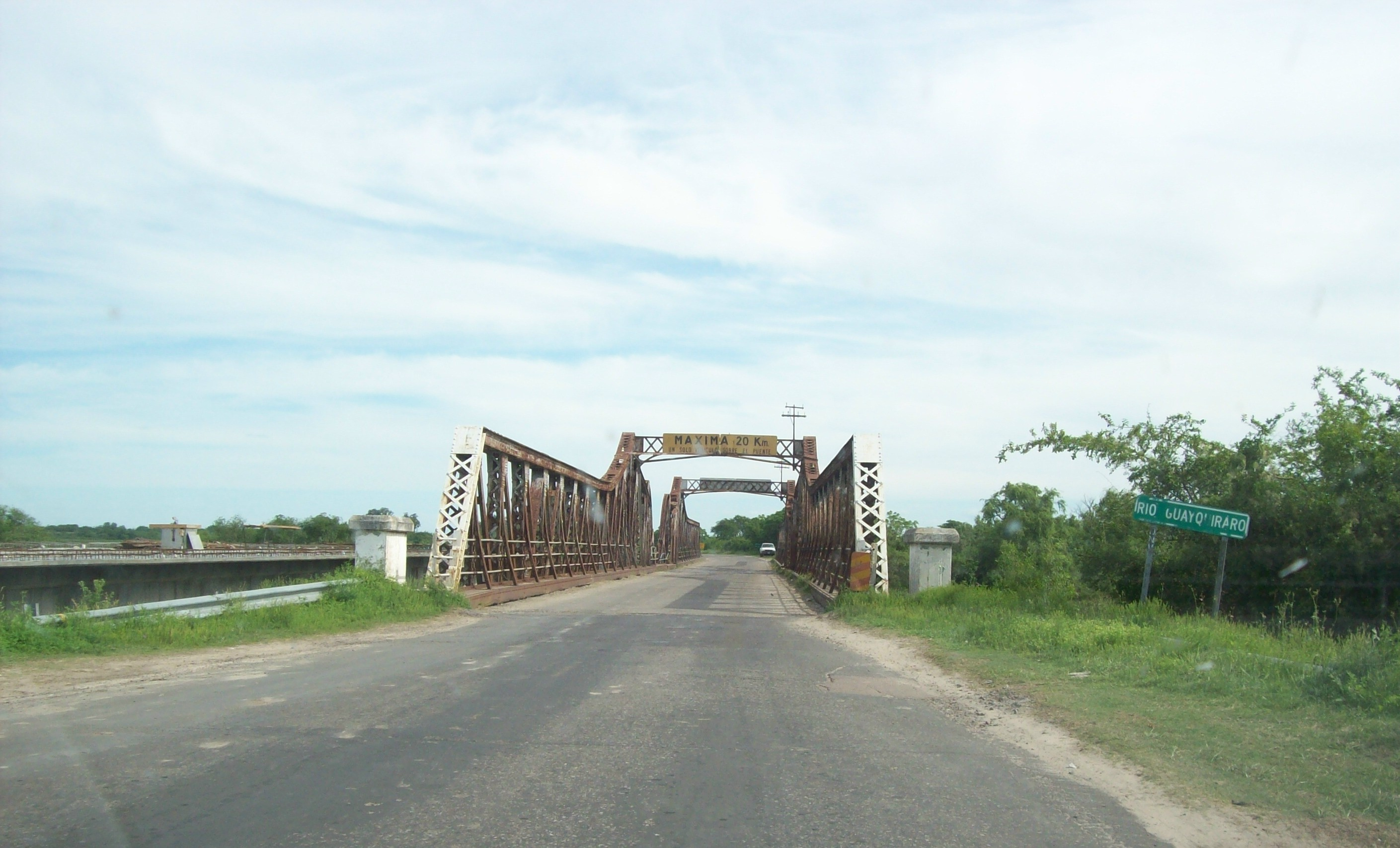
Puente metálico sobre el río Guayquiraró en el límite entre las provincias de Corrientes y Entre Ríos inaugurado en 1938. A la izquierda nuevo puente en construcción.

### Provincia de Entre Ríos
Recorrido: 208 km (kilómetro 0-208).
- Departamento Paraná: Paraná (kilómetro 0), y Cerrito (km 49).
- Departamento La Paz: Acceso a Santa Elena (km 134) y acceso La Paz (km 163).

### Provincia de Corrientes
Recorrido: 334 km (km 206-433)
- Departamento Esquina: Pueblo Libertador (km 231).
- Departamento Sauce: Sauce (km 294).
- Departamento Curuzú Cuatiá: Curuzú Cuatiá (km 376).
- Departamento Paso de los Libres: Paso de los Libres (km 477).